# Renault Clio II
Renault Clio II (type B) er modelbetegnelsen for den anden generation af minibilen Clio fra Renault.

## Modelhistorie
Clio II gik i produktion i marts 1998.
Med modelåret 2000 tilkom diverse detailmodifikationer såsom et nyt kombiinstrument og en ny gearvælger til automatgearet, samt en ny 1,4-liters 16V-motor.
I starten af 2000 tilkom den første Renault Clio Sport med en 2,0 16V-motor med 124 kW (169 hk). Derved fortsatte Renault deres lange tradition med sportslige minibiler såsom Renault 5 Turbo eller Renault Clio Williams.
- Bagfra
- Renault Clio Sport (2000–2001)

### Facelifts
Også denne generation blev gennem flere facelifts opdelt i fem "undergenerationer":
Det første facelift (Phase II) fandt sted i juni 2001. Disse modeller kan kendes på de dynamisk designede forlygter, nye baglygter og et udvidet kabineudstyr.
- Renault Clio (2001–2003)
- Bagfra

Et nyt facelift (Phase III) i oktober 2003 medførte ikke ret mange optiske modifikationer, men derimod nye udstyrsvarianter, en stærkere dieselmotor og en opgraderet Clio Sport med 180 mod før 169 hk.
- Renault Clio (2003–2006)
- Bagfra

Clio II (B) fandtes i flere forskellige versioner, bl.a. den kompakte sportsvogn med V6-centermotor, baghjulstræk og seks gear − med modelbetegnelsen Clio V6 24V.
Også efter introduktionen af tredje generation i september 2005 forblev Clio II i produktion i specialudgaven Campus med reduceret motorprogram. I Østrig hed denne version "Storia".
I september 2006 fik denne på Phase III baserede model et facelift (Phase IV), hvor bl.a. den bageste nummerpladeholder blev flyttet fra bagklappen ned i kofangeren. Clio Campus blev fremstillet sideløbende med Twingo II på Renault-fabrikkerne i Novo Mesto i Slovenien og Flins-sur-Seine i Frankrig.
- Renault Clio Campus (2006–2009)
- Bagfra

I foråret 2009 fik Clio Campus et yderligere facelift (Phase V) med nydesignet frontparti og ændrede udstyrsvarianter.
- Renault Clio Campus (2009–2012)
- Bagfra

Samtidig med introduktionen af den fjerde modelgeneration blev produktionen af anden generation i Vesteuropa indstillet i slutningen af 2012 efter 14 år og mere end fem millioner fremstillede biler. I Slovenien forlod den sidste Clio II samlebåndet den 4. maj 2015.
I Curitiba i Brasilien fremstilles modellen efter et yderligere facelift fortsat som billig indstigningsmodel.

## Udstyr
- Authentique (basisudstyr)
- Expression (udvidet basisudstyr)
- Privilège (lyst, udvidet udstyr)
- Dynamique (mørkt, udvidet sportsudstyr)
- Initiale Paris (gråt læderudstyr med velourindsatse, lys-, klima- og rudeviskerautomatik, xenonlys etc.)
- Sport (kun som 2.0 16V, sportssæder med dellæder/alcantara, første modeller med motorhjelm af aluminium, lys-, klima- og rudeviskerautomatik, xenonlys etc.)
- Ekstra: Komfortpakke (el-ruder etc.) eller luksuspakke (klimaautomatik, lysautomatik etc. muligt)
- Extreme (som Authentique samt indtræk "Grey-Blue", kørecomputer, sidespejle i bilens farve, sportssæder, læderrat og kofangere fra model Sport med tågeforlygter)
- Tech Run (som Dynamique samt indtræk "Grey-Blue", kørecomputer, manuelt klimaanlæg, cd-afspiller og 15" alufælge)
- Campus (eneste tilbageværende model fra og med 2006, fik et yderligere facelift i foråret 2009)

## Tekniske data

### Benzinmotorer
|                                                | 1.2                      | 1.2 LPG                  | 1.2 16V                  | 1.4                             | 1.4 16V                         | 1.6                             | 1.6 16V                           | 2.0 16V Sport        | 2.0 16V Sport        |
| Byggeår                                        | 3/1998–12/2012           | 2010–2011                | 6/2001–12/2012           | 3/1998–6/2001                   | 10/1999–12/2005                 | 3/1998–8/2000                   | 9/1998–12/2005                    | 2/2000–1/2004        | 1/2004–12/2005       |
| Motordata                                      |                          |                          |                          |                                 |                                 |                                 |                                   |                      |                      |
| Motorkode                                      | D7F 720/726/746/ 764/766 | D7F 720/726/746/ 764/766 | D4F 706/712/714/ 722/728 | E7J 780                         | K4J 710/711/712/ 713            | K7M 744/745                     | K4M 708/740/742/ 743/744/745/ 748 | F4R 730              | F4R 738              |
| Motortype                                      | R4-benzinmotor           | R4-benzinmotor           | R4-benzinmotor           | R4-benzinmotor                  | R4-benzinmotor                  | R4-benzinmotor                  | R4-benzinmotor                    | R4-benzinmotor       | R4-benzinmotor       |
| Antal ventiler pr. cylinder                    | 2                        | 2                        | 4                        | 2                               | 4                               | 2                               | 4                                 | 4                    | 4                    |
| Ventilstyring                                  | OHC, tandrem             | OHC, tandrem             | DOHC, tandrem            | OHC, tandrem                    | DOHC, tandrem                   | OHC, tandrem                    | DOHC, tandrem                     | DOHC, tandrem        | DOHC, tandrem        |
| Fødesystem                                     | Multipoint               | Multipoint               | Multipoint               | Multipoint                      | Multipoint                      | Multipoint                      | Multipoint                        | Multipoint           | Multipoint           |
| Trykladning                                    | –                        | –                        | –                        | –                               | –                               | –                               | –                                 | –                    | –                    |
| Køling                                         | Vandkøling               | Vandkøling               | Vandkøling               | Vandkøling                      | Vandkøling                      | Vandkøling                      | Vandkøling                        | Vandkøling           | Vandkøling           |
| Boring × slaglængde                            | 69,0 × 76,8 mm           | 69,0 × 76,8 mm           | 69,0 × 76,8 mm           | 75,8 × 77,0 mm                  | 79,5 × 70,0 mm                  | 79,5 × 80,5 mm                  | 79,5 × 80,5 mm                    | 82,7 × 93,0 mm       | 82,7 × 93,0 mm       |
| Slagvolume                                     | 1149 cm³                 | 1149 cm³                 | 1149 cm³                 | 1390 cm³                        | 1390 cm³                        | 1598 cm³                        | 1598 cm³                          | 1998 cm³             | 1998 cm³             |
| Kompressionsforhold                            | 9,6:1                    |                          | 9,8:1                    | 9,5:1                           | 10,0:1                          | 9,7:1                           | 10,0:1                            | 11,0:1               | 11,0:1               |
| Maks. effekt ved omdr./min.                    | 43 kW (58 hk) 5250       | 43 kW (58 hk) 5250       | 55 kW (75 hk) 5500       | 55 kW (75 hk) 5500              | 72 kW (98 hk) 6000              | 66 kW (90 hk) 5250              | 79 kW (107 hk) 5750               | 124 kW (169 hk) 6250 | 132 kW (180 hk) 6500 |
| Maks. drejningsmoment ved omdr./min.           | 93 Nm 2500               | 88 Nm 2500               | 105 Nm 3500              | 114 Nm 4250                     | 127 Nm 3750                     | 131 Nm 2500                     | 148 Nm 3750                       | 200 Nm 5400          | 200 Nm 5250          |
| Kraftoverførsel                                |                          |                          |                          |                                 |                                 |                                 |                                   |                      |                      |
| Drivende hjul                                  | Forhjul                  | Forhjul                  | Forhjul                  | Forhjul                         | Forhjul                         | Forhjul                         | Forhjul                           | Forhjul              | Forhjul              |
| Gearkasse (standardudstyr)                     | 5-trins manuel           | 5-trins manuel           | 5-trins manuel           | 5-trins manuel                  | 5-trins manuel                  | 5-trins manuel                  | 5-trins manuel                    | 5-trins manuel       | 5-trins manuel       |
| Gearkasse (ekstraudstyr)                       | –                        | –                        | –                        | 4-trins automatisk              | 4-trins automatisk              | 4-trins automatisk              | 4-trins automatisk                | –                    | –                    |
| Præstationer1                                  |                          |                          |                          |                                 |                                 |                                 |                                   |                      |                      |
| Topfart                                        | 160 km/t                 | 160 km/t                 | 170 km/t                 | 170 km/t (165 km/t)             | 185 km/t (181 km/t)             | 181 km/t (175 km/t)             | 195 km/t (188 km/t)               | 220 km/t             | 222 km/t             |
| Acceleration 0-100 km/t                        | 15,0 sek.                | 15,0 sek.                | 13,0 sek.                | 12,1 sek. (14,8 sek.)           | 10,5 sek. (12,9 sek.)           | 10,6 sek. (12,9 sek.)           | 9,6 sek. (10,5 sek.)              | 7,3 sek.             | 7,1 sek.             |
| Brændstofforbrug pr. 100 km ved blandet kørsel | 6,0 liter Blyfri 95      | 7,3 kg LPG               | 5,9 liter Blyfri 95      | 6,8 liter (7,4 liter) Blyfri 95 | 6,7 liter (7,3 liter) Blyfri 95 | 7,2 liter (7,6 liter) Blyfri 95 | 7,0 liter (7,4 liter) Blyfri 95   | 7,9 liter Blyfri 98  | 8,1 liter Blyfri 98  |

### Dieselmotorer
|                                                | 1.5 dCi1           | 1.5 dCi1           | 1.5 dCi1           | 1.5 dCi1                  | 1.5 dCi1                  | 1.9 d              | 1.9 dTi2           |
| Byggeår                                        | 6/2005–12/2012     | 6/2001–8/2004      | 8/2004–6/2005      | 6/2001–12/2005            | 1/2004–12/2005            | 3/1998–6/2001      | 12/1999–6/2001     |
| Motordata                                      |                    |                    |                    |                           |                           |                    |                    |
| Motorkode                                      | K9K 740            | K9K 700/704        | K9K 714            | K9K 702                   | K9K 712                   | F8Q 630/632        | F9Q 780            |
| Motortype                                      | R4-dieselmotor     | R4-dieselmotor     | R4-dieselmotor     | R4-dieselmotor            | R4-dieselmotor            | R4-dieselmotor     | R4-dieselmotor     |
| Antal ventiler pr. cylinder                    | 2                  | 2                  | 2                  | 2                         | 2                         | 2                  | 2                  |
| Ventilstyring                                  | OHC, tandrem       | OHC, tandrem       | OHC, tandrem       | OHC, tandrem              | OHC, tandrem              | OHC, tandrem       | OHC, tandrem       |
| Fødesystem                                     | Commonrail         | Commonrail         | Commonrail         | Commonrail                | Commonrail                | Forkammer          | Direkte            |
| Trykladning                                    | Turbolader         | Turbolader         | Turbolader         | Turbolader, ladeluftkøler | Turbolader, ladeluftkøler | –                  | Turbolader         |
| Køling                                         | Vandkøling         | Vandkøling         | Vandkøling         | Vandkøling                | Vandkøling                | Vandkøling         | Vandkøling         |
| Boring × slaglængde                            | 76,0 × 80,5 mm     | 76,0 × 80,5 mm     | 76,0 × 80,5 mm     | 76,0 × 80,5 mm            | 76,0 × 80,5 mm            | 80,0 × 93,0 mm     | 80,0 × 93,0 mm     |
| Slagvolume                                     | 1461 cm³           | 1461 cm³           | 1461 cm³           | 1461 cm³                  | 1461 cm³                  | 1870 cm³           | 1870 cm³           |
| Kompressionsforhold                            | 18,8:1             | 18,8:1             | 18,8:1             | 18,8:1                    | 18,8:1                    | 21,5:1             | 18,3:1             |
| Maks. effekt ved omdr./min.                    | 47 kW (64 hk) 4000 | 48 kW (65 hk) 4000 | 50 kW (68 hk) 4000 | 60 kW (82 hk) 4000        | 74 kW (101 hk) 4000       | 47 kW (64 hk) 4500 | 59 kW (80 hk) 4000 |
| Maks. drejningsmoment ved omdr./min.           | 160 Nm 1900        | 160 Nm 2000        | 160 Nm 1500        | 185 Nm 2000               | 200 Nm 1900               | 120 Nm 2250        | 160 Nm 2000        |
| Kraftoverførsel                                |                    |                    |                    |                           |                           |                    |                    |
| Drivende hjul                                  | Forhjul            | Forhjul            | Forhjul            | Forhjul                   | Forhjul                   | Forhjul            | Forhjul            |
| Gearkasse                                      | 5-trins manuel     | 5-trins manuel     | 5-trins manuel     | 5-trins manuel            | 5-trins manuel            | 5-trins manuel     | 5-trins manuel     |
| Præstationer                                   |                    |                    |                    |                           |                           |                    |                    |
| Topfart                                        | 162 km/t           | 163 km/t           | 163 km/t           | 175 km/t                  | 185 km/t                  | 161 km/t           | 174 km/t           |
| Acceleration 0-100 km/t                        | 15,0 sek.          | 15,0 sek.          | 14,4 sek.          | 12,2 sek.                 | 10,6 sek.                 | 15,4 sek.          | 12,8 sek.          |
| Brændstofforbrug pr. 100 km ved blandet kørsel | 4,3 liter Diesel   | 4,3 liter Diesel   | 4,3 liter Diesel   | 4,2 liter Diesel          | 4,3 liter Diesel          | 6,0 liter Diesel   | 5,2 liter Diesel   |

## Afledte modeller

### Sedan
På det internationale marked blev der i midten af 1999 introduceret en sedan på basis af Clio II. Alt efter marked fandtes modellen med flere forskellige motorer og udstyrsvarianter samt under flere forskellige modelnavne.
I starten af 2002 fik modellen et facelift, som skulle betone slægtskabet med den i midten af 2001 faceliftede Clio.
I 2008 blev modellen i de fleste lande afløst af en ny generation, som optisk set ikke har ret meget til fælles med Clio III.

### Clio V6 24V
Da Clio V6 24V i efteråret 1998 blev præsenteret på Paris Motor Show som prototype, var interessen så stor at Renault besluttede at sætte modellen i serieproduktion. Modellen blev udviklet i et joint venture mellem Renault og Tom Walkinshaw Racing (TWR).
Clio V6 24V blev drevet af en 3,0-liters V6-centermotor med 24 ventiler. På grund af motorens ændrede placering bortfaldt bagsædet, hvilket i modsætning til den "normale" Clio gjorde V6 24V til en topersoners bil. Den første generation havde en effekt på 166 kW (226 hk) og en topfart på 235 km/t.
Den i slutningen af 2002 introducerede anden generation havde 187 kW (254 hk) og en topfart på 250 km/t. Der blev i alt fremstillet 2.935 eksemplarer af modellen.
Bilen blev fremstillet hos TWR i Uddevalla, Sverige (første generation) hhv. hos Alpine i franske Dieppe (anden generation), i vidt omfang "i hånden". På grund af konceptet (en sportsvogn med centermotor baseret på en forhjulstrukket minibil), kan Clio V6 24V betragtes som direkte efterfølger for Renault 5 Turbo.

#### Tekniske data
|                                                | 3.0 V6 24V           |                      |
| Byggeår                                        | 11/2000–12/2002      | 12/2002–12/2005      |
| Motordata                                      |                      |                      |
| Motorkode                                      | L7X 760              | L7X 762              |
| Motortype                                      | V6-benzinmotor       | V6-benzinmotor       |
| Antal ventiler pr. cylinder                    | 4                    | 4                    |
| Ventilstyring                                  | 2 × DOHC, tandrem    | 2 × DOHC, tandrem    |
| Fødesystem                                     | Multipoint           | Multipoint           |
| Trykladning                                    | –                    | –                    |
| Køling                                         | Vandkøling           | Vandkøling           |
| Boring × slaglængde                            | 87,0 × 82,6 mm       | 87,0 × 82,6 mm       |
| Slagvolume                                     | 2946 cm³             | 2946 cm³             |
| Kompressionsforhold                            | 11,4:1               | 11,4:1               |
| Maks. effekt ved omdr./min.                    | 166 kW (226 hk) 6000 | 187 kW (254 hk) 7150 |
| Maks. drejningsmoment ved omdr./min.           | 300 Nm 3750          | 300 Nm 4650          |
| Kraftoverførsel                                |                      |                      |
| Drivende hjul                                  | Baghjul              | Baghjul              |
| Gearkasse                                      | 6-trins manuel       | 6-trins manuel       |
| Præstationer                                   |                      |                      |
| Topfart                                        | 235 km/t             | 250 km/t             |
| Acceleration 0-100 km/t                        | 6,4 sek.             | 5,8 sek.             |
| Brændstofforbrug pr. 100 km ved blandet kørsel | 11,2 liter Blyfri 98 | 11,9 liter Blyfri 98 |

## Sikkerhed
Det svenske forsikringsselskab Folksam vurderer flere forskellige bilmodeller ud fra oplysninger fra virkelige ulykker, hvorved risikoen for død eller invaliditet i tilfælde af en ulykke måles. I rapporterne Hur säker är bilen? er/var Clio II klassificeret som følger:
- 2007: Dårligere end middelbilen[6]
- 2009: Dårligere end middelbilen[7]
- 2011: Dårligere end middelbilen[8]
- 2013: Mindst 20% dårligere end middelbilen[9]
- 2015: Mindst 20% dårligere end middelbilen[10]